# Итабаянинья
Итабаянинья (порт. Itabaianinha)  —  муниципалитет в Бразилии, входит в штат Сержипи. Составная часть мезорегиона Восток штата Сержипи. Находится в составе крупной городской агломерации . Входит в экономико-статистический  микрорегион Бокин. Население составляет 45 000 человек на 2007 год.

## География
Климат местности: тропический.